# Casco Cove Coast Guard Station
Casco Cove Coast Guard Station est une installation militaire et un aérodrome privé sur l'île Attu, l'une des îles Aléoutiennes de l'État américain d'Alaska. Propriété de la Garde côtière américaine, Casco Cove CGS est située à plus de 2300 kilomètres à l'ouest d'Anchorage, en Alaska. Également connue sous le nom de LORAN Station Attu, l'installation  ferme le 27 août 2010, mais l'aérodrome reste disponible pour une utilisation d'urgence.

## Historique
Créée sous le nom de Naval Air Facility Attu le 7 juin 1943, sept jours seulement après que l'île d'Attu soit déclarée sécurisée, la base est construite par les Seabees du 4e bataillon de construction navale.

## Présentation
Le site de Casco Cove est une station de navigation LORAN exploitée par la Garde côtière américaine. Le personnel de l'USCG vit alors dans un logement collectif. Aucune famille n'habite à Attu. Tous les services nécessaires au personnel de cette installation sont disponibles. L'électricité est fournie par un générateur de l'USCG. Les soins de santé sont fournis par le personnel médical de l'USCG.
Casco Cove est l'un des aérodromes les plus isolés et les plus éloignés des États-Unis. Les vols à destination et en provenance de l'installation sont dangereux, car la météo est caractérisée par un ciel constamment couvert, des vents violents et de fréquentes tempêtes cycloniques. Les bourrasques hivernales produisent des rafales de vent supérieures à 100 nœuds. Pendant l'été, un brouillard important se forme sur la mer de Béring et le Pacifique Nord.
L'île est protégée dans le cadre du National Parks Trust et peu de personnes visitent l'île ou la région, car son accès est restreint. Des emplacements pour plus de vingt canons sont toujours présents autour de l'aérodrome.

## Installations

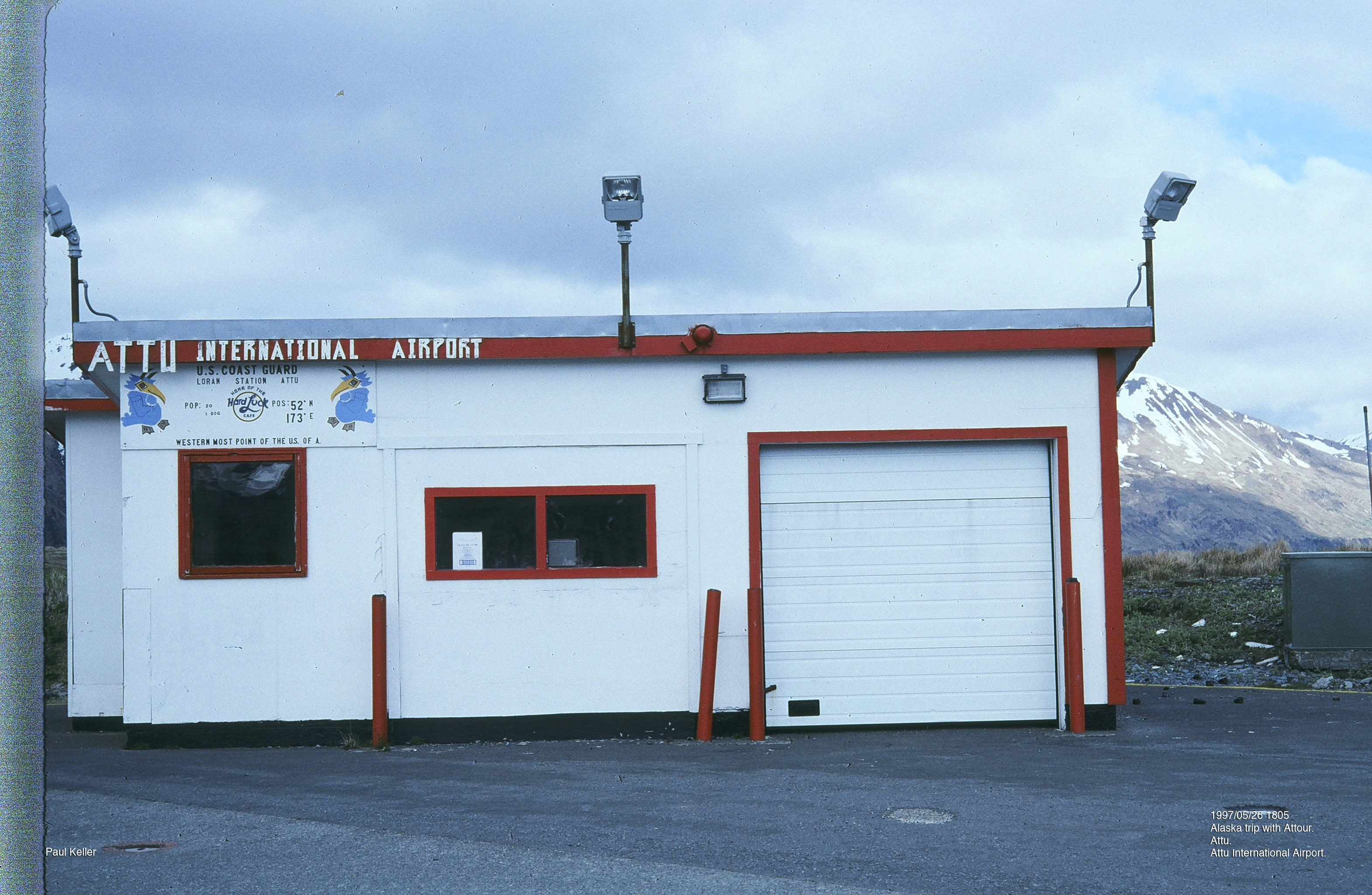
Terminal de l'aéroport de Casco Cove

La piste de Casco Cove se trouve à une altitude de 27 mètres au-dessus du niveau de la mer. Elle dispose d'une piste orientée 2/20 avec une surface en asphalte mesurant1 828 sur 46 mètres.

## Accidents
- Le 1er janvier 1945, le sous-lieutenant Robert L. Nesmith, qui vole depuis Alexai Point (en), s'écrase avec son Lockheed P-38G-10-LO Lightning dans la vallée de Temnac, à l'ouest de la station Attu, alors qu'il effectue une mission d'entraînement à basse altitude au-dessus de l'île. L'avion est récupéré en 1999 puis restauré, et est maintenant exposé sur la base aérienne d'Elmendorf.

- Le 30 juillet 1982, un avion de transport HC-130 de la Garde côtière américaine s'écrase au sud de la station, tuant 2 des 11 personnes à bord. L'équipage tentant de naviguer visuellement vers l'aérodrome dans des nuages bas, confond Murder Point avec Alexei Point, et s'écrase sur Weston Mountain[2]. Des débris sont encore visibles sur les images satellite.